# Hank Locklin
Lawrence "Hank" Locklin (McLellan, Florida, Verenigde Staten, 15 februari 1918 - Brewton, 8 maart 2009) was een Amerikaans countryzanger.
Zijn grootste successen behaalde hij rond 1960. In Nederland behaalde hij twee hits: Send me the pillow that you dream on (nummer 4 in 1959) en Please help me I'm falling (negende positie in 1960).
Het eerste nummer werd vrijwel direct ook een succes van Lydia en later in 1980 in handen van Hepie & Hepie als Ik lig op mijn kussen stil te dromen opnieuw een hit. Ook Jo Vally bracht een Nederlandstalige versie uit, onder de titel Geef mij de sleutel van je dromen. Het tweede nummer is ooit zonder hitsucces gecoverd door Van Kooten en De Bie (onder de titel Voorbij). De covers van Hepie en Hepie en Van Kooten en De Bie zijn opgenomen in de Nederlandstalige Cover Top 100 (als respectievelijk nummer 87 en 86).
- Biblioteca Nacional de España: XX1003011
- Bibliothèque nationale de France: cb138967397 (data)
- Gemeinsame Normdatei: 13444681X
- International Standard Name Identifier: 0000 0000 5919 8673
- Library of Congress Control Number: n94058225
- MusicBrainz: c8d0d74b-80eb-4746-8cea-f5df78b4b90c
- Nationale Bibliotheek van Tsjechië: mzk2005266619
- Virtual International Authority File: 19865994